# غارهای معروف جهان
غارهای معروف جهان

## آسیا
علی صدر Ali-Sadr
غار علی‌صدر در استان همدان و در 60 کیلومتری شمال غربی همدان واقع شده.
غار پَرآوٓ PAROU
غار پرآو در استان کرمانشاه و در بالای کوه پرآو واقع شده است.
غار پرآو بلندترین غار عمودی جهان است که در بالاترین نقطه از سطح دریا قرار دارد.

## اروپا
آگدقلک
در قصبه‌ای به همین نام در شمال مجارستان واقع شده و دارای استالاگمیت‌های بزرگی است و طول آن حدود 5 مایل است
آنتی پاروس
درمجمع الجزایریونان
بلو گروتتو Blue Grotto
در جزیره کاپری ایتالیا
فنیگال Fingal
در جزیره ستانا دراسکاتلند
پیک Peak
در انگلستان
پوستوژنا
نزدیک پوستامیا، در آلپ‌های ژولیان در حدود 40 کیلومتری شمال غربی بندر تریست قرار دارد که بزرگ‌ترین غار دارنده استالاگمیت در اروپاست، رود پیوک در بخش‌هایی از آن جریان دارد.
آوازه خوان
در ایسلند

## آمریکای شمالی
کارلسباد Carlsbad
در جنوب شرقی نیومکزیکو
غار ماموت Mammoth
پارک ملی غار ماموت در مرکزایالت کنتاکی در آمریکا
یاد
در بلک هیلز در ایالت داکوتای جنوبی در آمریکا
ویاندوت Wyandotte
در جنوب ایالت ایندیانا در آمریکا

## افریقا
سینا
در مصر

## منبع
- اختریان، محمد؛ خلخالی، سیدکاظم؛ چاوش اکبری، رحیم (۱۳۷۶). «فصل». گنجینه‌های دانش. ج. ۳. نشر محمد. ص. ۲۹۱.
- https://en.wikipedia.org/w/index.php?title=List_of_caves&oldid=590982211